# Гран-при ФИДЕ среди женщин
Гран-при ФИДЕ среди женщин — серия шахматных турниров, организованная ФИДЕ. Каждая серия состоит из четырёх, пяти или шести шахматных турниров. В настоящее время Гран-при является отборочным турниром по отношению к турниру претенденток.

## Серии Турниров
|  | Квалификация в матч за звание чемпионки мира |
|  | Квалификация в турнир претенденток           |

| Серия   | Кол-во этапов | Призовой фонд | Победитель           | Второе место         | Третье место     |
| ------- | ------------- | ------------- | -------------------- | -------------------- | ---------------- |
| 2009/11 | 6             | €300,000      | Хоу Ифань            | Конеру Хампи         | Нана Дзагнидзе   |
| 2011/12 | 6             | €300,000      | Хоу Ифань            | Конеру Хампи         | Анна Музычук     |
| 2013/14 | 6             | €450,000      | Хоу Ифань            | Конеру Хампи         | Цзюй Вэньцзюнь   |
| 2015/16 | 5             | €390,000      | Цзюй Вэньцзюнь       | Конеру Хампи         | Валентина Гунина |
| 2019/21 | 4             | €400,000      | Александра Горячкина | Конеру Хампи         | Екатерина Лагно  |
| 2022/23 | 4             | €400,000      | Екатерина Лагно      | Александра Горячкина | Чжу Цзиньэр      |
| 2024/25 | 6             | €600,000      |                      |                      |                  |